# Zephyranthes bagnoldii
Zephyranthes bagnoldii (Herb.) Nic.García è una pianta bulbosa appartenente alla famiglia delle Amaryllidaceae endemica del Cile.